# Plataforma de pernas atirantadas
Plataforma de pernas atirantadas (em inglês Tension-leg platform, comumente referida como TLP) é uma estrutura flutuante ancorada verticalmente por meio da qual se extrai petróleo e gás natural. É especialmente utilizada em casos de reservatórios de mais de 300 metros de profundidade.